# Endoterapia
L'endoterapia è un trattamento fitosanitario per alberi ad alto fusto. La tecnica consiste nell'effettuare sul tronco dell'albero delle iniezioni endoxilematiche ovvero l'immissione in circolo, all'interno dell'albero, di presidi specifici atti a difendere la pianta da parassiti, patologie e funghi. Si tratta di una tecnica estrema che si effettua in casi eccezionali, di natura molto grave o emergenze, ed è regolamentata a livello nazionale in molti paesi tra cui l'Italia.

## Contesto

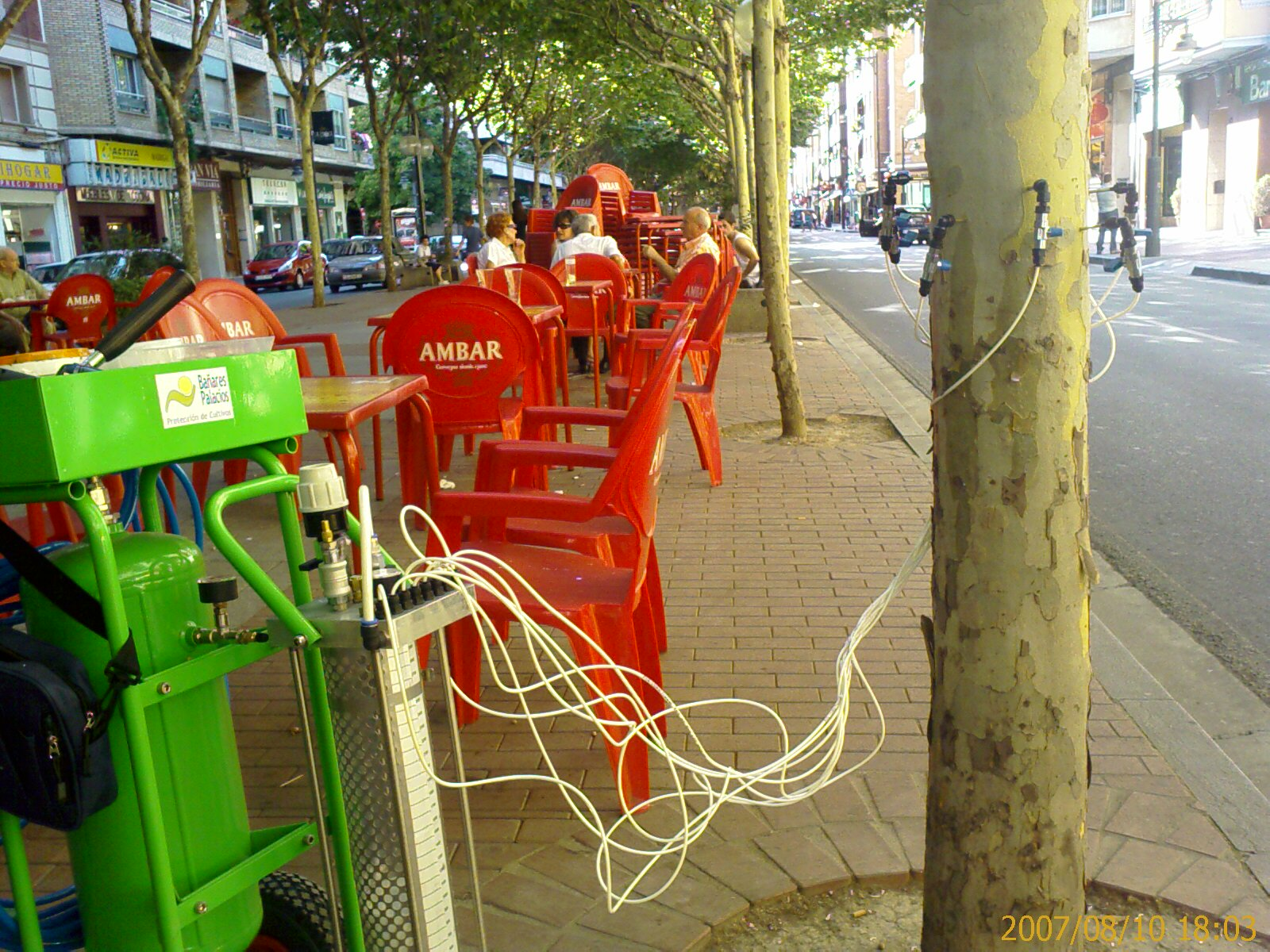
Un albero sottoposto ad iniezioni endoterapiche

L'iniezione diretta all'interno dei vasi xilematici di sostanze appositamente studiate è molto efficace e ha dei pro anche ambientali: rispetto per esempio alla nebulizzazione o altri interventi esterni, la sostanza non viene dispersa nell'ambiente ed agisce direttamente dall'interno dell'albero, poiché si distirbuisce uniformemente in tutta la chioma raggiungendone ogni punto. Il processo però può portare a gravi danni all'albero perché l'intervento è molto invasivo, per questo motivo si effettua in casi estremi dove l'albero rischia seriamente la vita e non è applicabile a tutti gli alberi.
Pur rimanendo una pratica di tipo straordinaria, i metodi più moderni limitano l'invasività dell'intervento, minimizzando i fori e riducono la pressione esercitata durante l'iniezione, per una maggiore salute dell'albero. Fra i più frequenti casi di "salvataggio" di un albero tramite endoterapia vi sono i pini neri infestati a livello critico dalla processonaria ma si usa anche contro funghi, come l'Apiognomonia veneta, altri parassiti, carenze o patologie.

## Presidi autorizzati
I liquidi usati per le iniezioni endoterapiche possono essere di diverso genere e funzione, a seconda dello scopo: antiparassitari (tra cui insettici, acaricidi ed erbicidi), biostimolatori, disseccanti e fitoregolatori. I principi attivi fitosanitari autorizzati ed idonei all'endoterapia sono attualmente quattro: azadiractina, abamectina, imidacloprid e glifosate.